# Миколай Стшалковський
Миколай Стшалковський (пол. Mikołaj Strzałkowski; 1640 — 7 січня 1695) — шляхтич, урядник Королівства Польського. Представник роду Стшалковських. Владислав Лозинський вказував, що він обіймав посаду жидачівського підстолія. Казімеж Пшибось стверджував, що джерелами цього факту не підтверджено. Фундатор будівництва другого Монастиря тринітаріїв у Львові. Був власником Старого Села поблизу Львова (нині — Львівський район).